# Nowshera
Nowshera (en ourdou : نوشہرہ) est une ville pakistanaise, et capitale du district de Nowshera, dans la province de Khyber Pakhtunkhwa. Elle est située à proximité de la capitale provinciale Peshawar.

## Histoire
En mars 1823, l'empire sikh remporte la bataille de Nowshera sur l'empire durrani. Cette victoire permet aux Sikhs d'occuper la vallée de Peshawar.

## Démographie
La population de la ville a été multipliée par deux entre 1972 et 2017, passant de 55 916 habitants à 120 131. Entre 1998 et 2017, la croissance annuelle moyenne s'affiche à 1,5 %, bien inférieure à la moyenne nationale de 2,4 %. En 2023, la population de la ville monte à 122 953 habitants.
|            | 1961 (rec.) | 1972 (rec.) | 1981 (rec.) | 1998 (rec.) | 2017 (rec.) | 2023 (rec.) |
| ---------- | ----------- | ----------- | ----------- | ----------- | ----------- | ----------- |
| Population | 43 757      | 55 916      | 74 913      | 89 813      | 120 131     | 122 953     |